# Parròquia de Mazsalaca
Parròquia de Mazsalaca (en letó: Mazsalacas pagasts) és una unitat administrativa del municipi de Mazsalaca, Letònia. Fou creada el 2010 al territori rural de la ciutat de Mazsalaca. A principis de l'any 2014 els habitants de la parròquia eren 650.

## Pobles, viles i assentaments
- Blāķi
- Blanka
- Parkmaļi
- Priedāji
- Promulti
- Tīši
- Unguri